# El triunfo de Occidente
El triunfo de Occidente en inglés The Triumph of the West: A View of World History es una serie documental de televisión, también publicado como un libro, de 13 episodios producida por la BBC y estrenada en 1985, escrita y presentada por John Roberts, historiador y director de Merton College, Oxford. La serie se centra en los orígenes y la evolución de la civilización occidental, expone sus logros y errores, y la influencia que ha ejercido en el resto del mundo. Una de las ideas centrales de la serie es que el "triunfo" de Occidente no es fundamentalmente económico ni social, sino cultural, ya que las naciones occidentales no dominan política ni geográficamente al mundo como lo hacían anteriormente, pero sus ideologías políticas, ciencias y artes se han vuelto dominantes a nivel mundial. La serie fue transmitida en varios países y atrajo una audiencia semanal de dos millones de espectadores, fue retransmitida en la BBC en 1988 y cuatro veces en el servicio público de radiodifusión estadounidense.

## Resumen
La serie estudia a la civilización occidental, considera que la Unión Soviética fue también una nación occidental, y como su cultura ha influido en el resto del mundo, expone que Occidente generó ideas poco comunes en otros sociedades como la libertad, democracia y progreso, la idea que la historia va a alguna parte. Para Roberts la cultura occidental se derivó de dos civilizaciones, la griega, que formuló la creencia en la razón y la individualidad, y el judaísmo, que inyectó una persistente autocrítica y determinación, estas influencias trabajando a través del cristianismo y los imperios romano, bizantino y europeo posterior diferenciaron la cultura occidental de las demás.
A lo largo de la serie se muestra como la civilización occidental se ha vuelto cada vez más dominante, mientras que otras civilizaciones como la islámica, india o china habían permanecido más o menos estáticas. Para Roberts una de las principales influencias de Occidente es el capitalismo, que generó una fuerza subversiva en sociedades tradicionales y conservativas que por largo tiempo habían mantenido valores y estilos de vida inalterables, corroyendo y desestabilizando otras culturas, a veces en beneficio de estas, creando una riqueza y pobreza no vista antes, de hecho, la pobreza que existía en muchas de estas sociedades se visibilizo y combatió en gran medida por la influencia de ideas occidentales.
Roberts afirma que el "triunfo" de Occidente no es principalmente económico o social, sino cultural, durante varios episodios se muestra como la cultura y tecnología occidental han cambiado al resto del mundo, la influencia de la ópera y del marxismo alemán en China, el cine y calendario occidental en la Tailandia budista, la constitución occidental y la industria en Japón, el críquet y la democracia parlamentaria en la India. Incluso, paradójicamente, ideas occidentales se han usado para combatir la influencia occidental como el comunismo en la china revolucionaria y partes de Asia.

## Episodios
La serie está dividida en 13 episodios de 50 minutos cada uno:
Episodio 1 - Regalos peligrosos: Roberts visita China, Japón e India y expone el legado de las fuerzas occidentales, más allá del imperialismo.
Episodio 2 - Una nueva dirección: Muestra que las creencias religiosas siguen teniendo una fuerza significativa incluso en una era secular.
Episodio 3 - El corazón de Occidente: Se analiza como contribuyeron a la historia de Europa Carlomagno, Benito de Nursia y Martín Lutero, y como las personas aprendieron progresivamente a pensar en sí mismas como europeas.
Episodio 4 - Islam. el debate mundial: Se muestran las cruzadas contra el Islam, que inician una etapa importante en la evolución de una Europa cristiana agresiva.
Episodio 5 - Este de Europa: Se exhibe la expansión del cristianismo bizantino por Rusia y Europa occidental, y la influencia de los turcos otomanos islámicos.
Episodio 6 - La era de la exploración: Muestra el proceso de expansión occidental hacia América de los siglos XV al XVII.
Episodio 7 - Nuevos Mundos: Se explican las actitudes despectivas de los conquistadores hacia las culturas nativas de América Central y del Sur y de los protestantes del norte de Europa cuando colonizaron América del Norte.
Episodio 8 - La edad de la luz: Se muestra el auge científico e intelectual en Europa.
Episodio 9 - Monumentos al progreso: Se analizan las ideologías políticas de Europa.
Episodio 10 - India. las ironías del imperio: Se expone la influencia británica en India y como su idealismo se volvió contra ellos.
Episodio 11 - El este es rojo:  Se muestra como China, en cierta medida, a diferencia de otros países pudo elegir valores culturales de Occidente.
Episodio 12 - La decadencia de Occidente: Se analiza el fracaso económico y colapso de los imperios occidentales.
Episodio 13 - Capitulaciones: Se muestra el desarrollo de Japón.

## Recepción
En el obituario de Roberts en The Guardian, el historiador Jeremy Black señaló que "lejos de ofrecer simplicidades atractivas, trató a su audiencia como inteligente y ofreció elementos de reflexión". En un artículo crítico en The New York Times, el periodista John Corry dijo que algunos de los argumentos de Roberts eran idiosincrásicos, aunque señaló que el episodio inicial "concluye con el Sr. Roberts caminando junto al mar, preguntándose por qué ningún dhow árabe o junco chino ha atracado en el puerto británico de Southampton. Al menos es un pregunta provocativa". El escritor Robert Gildea dijo en el diario Independent "que ofreció el consuelo a las potencias poscoloniales de que las ideas e instituciones occidentales aún moldeaban el mundo". En el obituario de Roberts del diario Telegraph se publicó que "no juzgó si el triunfo de Occidente era algo bueno y nunca proclamó la superioridad de los valores occidentales, de hecho, adjetivos como peligroso y corruptor se repitieron frecuentemente".